# Glad to be gay
«Glad to be gay» (en español «Feliz de ser gay») es una canción del grupo de punk rock New Wave británico Tom Robinson Band. Es una de las canciones definitivas de la banda, además de ser considerada desde su lanzamiento el himno gay del movimiento gay de Gran Bretaña.

## Información
La canción fue escrita originalmente por Tom Robinson para la marcha del orgullo gay de 1976 en Londres, inspirándose en el estilo directo y agresivo de los Sex Pistols. Como cantante abiertamente gay, Robinson formó más tarde la Tom Robinson Band con tres músicos heterosexuales.
«Glad to be gay» está estructurada en torno a cuatro estrofas, en los que se critica la actitud de la sociedad británica en relación con los gais. En la primera estrofa, critica a la policía británica por «asaltar bares gais sin razón ninguna», una vez que la homosexualidad había dejado de ser delito desde la aprobación de la nueva ley de delitos sexuales en 1967. En la segunda estrofa, apunta la hipocresía de llamar de obsceno el periódico Gay News, del Frente de Liberación Gay, y no a la revista adulta Playboy o a las publicaciones sensacionalistas Tit-Bits y The Sun, este último conocido por la manera deplorable en que trata al público gay. También critica la manera en la que los homosexuales son retratados en los medios de comunicación, en especial en los periódicos conservadores News of the World y Sunday Express. En el tercer verso, la canción apunta para las consecuencias extremas de la homofobia, como el linchamiento de gais. En la última estrofa, la canción hace un llamamiento a los oyentes para que apoyen la causa gay.

## Lanzamiento y recepción
La canción Glad to be gay fue lanzada originalmente en febrero de 1978, en el EP Rising Free, la grabación de un concierto en vivo de la banda. El EP alcanzó la decimoctava posición en la lista de sencillos británica una semana después de su lanzamiento, impulsado por el éxito inicial de la banda con el sencillo «2-4-6-8 Motorway», que había alcanzado la quinta posición en la lista. En la época, los EP también eran elegibles para la lista de sencillos de la Official Charts Company.
A pesar de que «Glad to be gay» se convirtió en el sencillo más famoso del EP, BBC Radio 1 se rechazó emitirla en su programa de las 40 canciones de mayor éxito de la semana, escogiendo, en su lugar el sencillo de apertura, «Don't take no for an answer», menos controvertida. Sin embargo, en la emisora rival, Capital Radio, la canción se mantuvo en el primer lugar de la lista de los oyentes durante seis semanas consecutivas.
Tras su buena recepción por el público, la canción acabó siendo incluida en el primer álbum de la banda, Power in the Darkness, lanzado en mayo de 1978. El álbum recibió un disco de oro de la British Phonographic Industry por más de 100 mil copias vendidas.
| Lista (1978)                     | Posición más alta |
| -------------------------------- | ----------------- |
| UK Singles Chart                 | 18                |
| Capital Radio Listeners' Hitline | 1                 |

## Interpretaciones notables y versiones
Durante su carrera como solista, Tom Robinson interpretó la canción con la letra modificada a fin de reflejar eventos más actuales. Hubo versiones de «Glad to be gay» en 1979, 1987, 1994 y 1997. La versión más reciente, de 2004, critica a policía de Los Ángeles en vez de a la británica, así como al Partido Laborista.
El episodio del 6 de noviembre de 1977 de la serie So it goes de Granada Television exhibió una interpretación en vivo de la canción por la Tom Robinson Band. En 1981 Tom Robinson interpretó "Glad to be gay '79" en el Secret Policeman's Other Ball, un espectáculo de beneficencia organizado por la sección británica de Amnistía Internacional para recaudar fondos para sus investigaciones y campañas en el campo de los Derechos Humanos. En 2008 la canción fue regrabada por el grupo finlandés Eläkeläiset. También fue grabada por las bandas de queercore Sister George y Mouthfull.
En el último episodio de la primera temporada de la serie Ashes to ashes de BBC One, una versión ficticia de Tom Robinson de 31 años (interpretado por Mathew Baynton) es encarcelado con varios miembros del Frente de Liberación Gay. Robinson canta "Glad to be gay" en su celda en la comisaría.